# Stopnie wojskowe w Czechach
Stopnie wojskowe Czeskich Sił Zbrojnych (cz. Vojenské hodnosti v Armádě České republik) – strona przedstawi listę stopni wojskowych Czeskich Sił Zbrojnych. Obecna struktura obowiązuje od 1 stycznia 2011 roku, dzieli ona stopnie wojskowe na sześć korpusów .

## Stopnie wojskowe od 1 stycznia 2011 roku
Poniżej zostały przedstawione stopnie wojskowe obowiązujące od 1 stycznia 2011 roku, wraz z przydzielonymi im kodami NATO i podziałem na sześć korpusów: szeregowych (cz. sbor mužstvo), podoficerów (cz. sbor poddůstojníci), chorążych (cz. sbor praporčíci), młodszych oficerów (cz. sbor nižší důstojníci), starszych oficerów (cz. sbor vyšší důstojníci) i korpus generałów (cz. sbor generálové)   .

### Oficerowie i generałowie
| Korpus        | Korpus           | generałów sbor generálové | generałów sbor generálové | generałów sbor generálové | generałów sbor generálové | starszych oficerów sbor vyšší důstojníci | starszych oficerów sbor vyšší důstojníci | starszych oficerów sbor vyšší důstojníci | młodszych oficerów sbor nižší důstojníci | młodszych oficerów sbor nižší důstojníci | młodszych oficerów sbor nižší důstojníci |
| Kod NATO      | Kod NATO         | OF-9                      | OF-8                      | OF-7                      | OF-6                      | OF-5                                     | OF-4                                     | OF-3                                     | OF-2                                     | OF-1                                     | OF-1                                     |
| ------------- | ---------------- | ------------------------- | ------------------------- | ------------------------- | ------------------------- | ---------------------------------------- | ---------------------------------------- | ---------------------------------------- | ---------------------------------------- | ---------------------------------------- | ---------------------------------------- |
| Naramienniki  | sił lądowych     |                           |                           |                           |                           |                                          |                                          |                                          |                                          |                                          |                                          |
| Naramienniki  | sił powietrznych |                           |                           |                           |                           |                                          |                                          |                                          |                                          |                                          |                                          |
| Nazwa stopnia | Nazwa stopnia    | armádní generál           | generálporučík            | generálmajor              | brigádní generál          | plukovník                                | podplukovník                             | major                                    | kapitán                                  | nadporučík                               | poručík                                  |
| Skrót         | Skrót            | arm.gen.                  | genpor.                   | genmjr.                   | brig.gen.                 | plk.                                     | pplk.                                    | mjr.                                     | kpt.                                     | npor.                                    | por.                                     |

### Szeregowi, podoficerowie i chorążowie
| Korpus        | Korpus           | chorążych sbor praporčíci | chorążych sbor praporčíci | chorążych sbor praporčíci | chorążych sbor praporčíci | chorążych sbor praporčíci | podoficerów sbor poddůstojníci | podoficerów sbor poddůstojníci | podoficerów sbor poddůstojníci | szeregowych sbor mužstvo | szeregowych sbor mužstvo |
| Kod NATO      | Kod NATO         | OR-9                      | OR-8                      | OR-7                      | OR-6                      | OR-5                      | OR-4                           | OR-3                           | OR-2                           | OR-1                     | OR-1                     |
| ------------- | ---------------- | ------------------------- | ------------------------- | ------------------------- | ------------------------- | ------------------------- | ------------------------------ | ------------------------------ | ------------------------------ | ------------------------ | ------------------------ |
| Naramienniki  | sił lądowych     |                           |                           |                           |                           |                           |                                |                                |                                |                          |                          |
| Naramienniki  | sił powietrznych |                           |                           |                           |                           |                           |                                |                                |                                |                          |                          |
| Nazwa stopnia | Nazwa stopnia    | štábní praporčík          | nadpraporčík              | praporčík                 | nadrotmistr               | rotmistr                  | rotný                          | četař                          | desátník                       | svobodník                | vojín                    |
| Skrót         | Skrót            | št.prap.                  | nprap.                    | prap.                     | nrtm.                     | rtm.                      | rtn.                           | čet.                           | des.                           | svob.                    | voj.                     |

## Stopnie wojskowe w latach 1999-2010

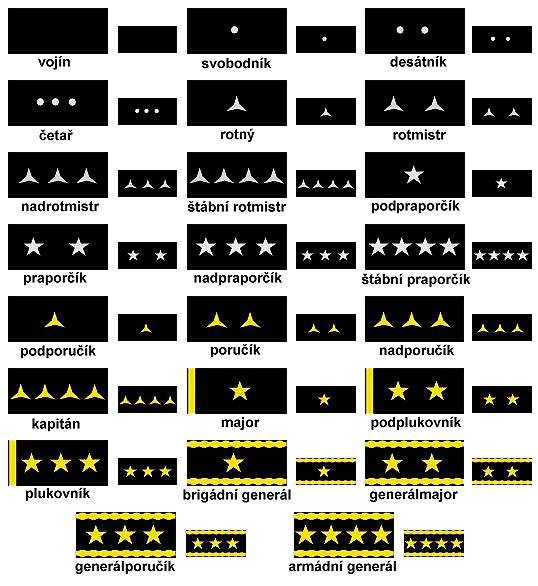
Oznaczenia stopni wojskowych na mundur polowy wg wzoru z 2009 roku

Poniżej zostały przedstawione stopnie wojskowe obowiązujące od 1 grudnia 1999 roku do 31 grudnia 2010 roku, wraz z podziałem na siedem korpusów: szeregowych (cz. sbor mužstvo), podoficerów (cz. sbor poddůstojníci), sierżantów (cz. sbor rotmistrů), chorążych (cz. sbor praporčíci), młodszych oficerów (cz. sbor nižší důstojníci), starszych oficerów (cz. sbor vyšší důstojníci) i korpus generałów (cz. sbor generálové)  .

### Oficerowie i generałowie
| Korpus        | generałów sbor generálové | generałów sbor generálové | generałów sbor generálové | generałów sbor generálové | starszych oficerów sbor vyšší důstojníci | starszych oficerów sbor vyšší důstojníci | starszych oficerów sbor vyšší důstojníci | młodszych oficerów sbor nižší důstojníci | młodszych oficerów sbor nižší důstojníci | młodszych oficerów sbor nižší důstojníci | młodszych oficerów sbor nižší důstojníci |
| ------------- | ------------------------- | ------------------------- | ------------------------- | ------------------------- | ---------------------------------------- | ---------------------------------------- | ---------------------------------------- | ---------------------------------------- | ---------------------------------------- | ---------------------------------------- | ---------------------------------------- |
| Nazwa stopnia | armádní generál           | generálporučík            | generálmajor              | brigádní generál          | plukovník                                | podplukovník                             | major                                    | kapitán                                  | nadporučík                               | poručík                                  | podporučík                               |
| Skrót         | arm.gen.                  | genpor.                   | genmjr.                   | brig.gen.                 | plk.                                     | pplk.                                    | mjr.                                     | kpt.                                     | npor.                                    | por.                                     | ppor.                                    |

### Szeregowi, podoficerowie, sierżanci i chorążowie
| - Korpus      | chorążych sbor praporčíci | chorążych sbor praporčíci | chorążych sbor praporčíci | chorążych sbor praporčíci | sierżantów sbor rotmistrů | sierżantów sbor rotmistrů | sierżantów sbor rotmistrů | sierżantów sbor rotmistrů | podoficerów sbor poddůstojníci | podoficerów sbor poddůstojníci | podoficerów sbor poddůstojníci | szeregowych sbor mužstvo |
| ------------- | ------------------------- | ------------------------- | ------------------------- | ------------------------- | ------------------------- | ------------------------- | ------------------------- | ------------------------- | ------------------------------ | ------------------------------ | ------------------------------ | ------------------------ |
| Nazwa stopnia | štábní praporčík          | nadpraporčík              | praporčík                 | podpraporčík              | štábní rotmistr           | nadrotmistr               | rotmistr                  | rotný                     | četař                          | desátník                       | svobodník                      | vojín                    |
| Skrót         | št.prap.                  | nprap.                    | prap.                     | pprap.                    | št.rtm.                   | nrtm.                     | rtm.                      | rtn.                      | čet.                           | des.                           | svob.                          | voj.                     |

## Stopnie wojskowe w latach 1993-1999
Od czasu podziału Czechosłowacji i utworzeniu samodzelnej czeskiej armii w 1993 roku do 30 listopada 1999 roku obowiązywała struktura stopni wojskowych pochodząca jeszcze z okresu Czechosłowackiej Armii Ludowej, wraz z podziałem na pięć korpusów: szeregowych (cz. sbor mužstvo), podoficerów (cz. sbor poddůstojníci), chorążych (cz. sbor praporčíci), oficerów (cz. sbor důstojníci) i korpus generałów (cz. sbor generálové) .

### Oficerowie i generałowie
| Korpus        | generałów sbor generálové | generałów sbor generálové | generałów sbor generálové | generałów sbor generálové | starszych oficerów sbor důstojníci | starszych oficerów sbor důstojníci | starszych oficerów sbor důstojníci | starszych oficerów sbor důstojníci | starszych oficerów sbor důstojníci | starszych oficerów sbor důstojníci | starszych oficerów sbor důstojníci |
| ------------- | ------------------------- | ------------------------- | ------------------------- | ------------------------- | ---------------------------------- | ---------------------------------- | ---------------------------------- | ---------------------------------- | ---------------------------------- | ---------------------------------- | ---------------------------------- |
| Nazwa stopnia | armádní generál           | generálplukovník          | generálporučík            | generálmajor              | plukovník                          | podplukovník                       | major                              | kapitán                            | nadporučík                         | poručík                            | podporučík                         |
| Skrót         | arm.gen.                  | genplk.                   | genpor.                   | genmjr.                   | plk.                               | pplk.                              | mjr.                               | kpt.                               | npor.                              | por.                               | ppor.                              |

### Szeregowi, podoficerowie i chorążowie
| - Korpus      | chorążych sbor praporčíci | chorążych sbor praporčíci | chorążych sbor praporčíci | chorążych sbor praporčíci | chorążych sbor praporčíci | podoficerów sbor poddůstojníci | podoficerów sbor poddůstojníci | podoficerów sbor poddůstojníci | szeregowych sbor mužstvo | szeregowych sbor mužstvo |
| ------------- | ------------------------- | ------------------------- | ------------------------- | ------------------------- | ------------------------- | ------------------------------ | ------------------------------ | ------------------------------ | ------------------------ | ------------------------ |
| Nazwa stopnia | nadpraporčík              | praporčík                 | podpraporčík              | nadrotmistr               | rotmistr                  | rotný                          | četař                          | desátník                       | svobodník                | vojín                    |
| Skrót         | nprap.                    | prap.                     | pprap.                    | nrtm.                     | rtm.                      | rtn.                           | čet.                           | des.                           | svob.                    | voj.                     |